# Autunno del Medioevo
Autunno del Medioevo. Studio sulle forme di vita e di pensiero del quattordicesimo e quindicesimo secolo in Francia e nei Paesi Bassi (titolo originale in nederlandese Herfsttij der Middeleeuwen. Studie over levensen gedachtvormen der veertiende en vijftiende eeuw in Frankrijk en de Nederlanden) è una celebre opera dello storico olandese Johan Huizinga, uscita nel 1919. Più volte ripubblicata e riveduta, vivente l'autore - dal 1921 al 1940 - è un'opera di indagine sulla cultura, la vita artistica e la società di un periodo storico, il Medioevo, giunto al suo crepuscolo.

## Temi
La definizione contenuta nel titolo è attribuita ai periodi del Trecento e del Quattrocento, visti come un grandioso riepilogo e, insieme, tramonto della civiltà medioevale e dell'arte tardogotica.
Dunque, Huizinga sottolinea la continuità della civiltà medioevale durante il Trecento e il Quattrocento, ma anche il senso della sua fine; nutrito di nostalgia per il mondo che sta scomparendo, ma anche di sentimenti di precarietà, di morte, da cui l'uomo cerca di evadere, sfuggendo alla malinconia, per rifugiarsi nella dimora del sogno in contrapposizione alla esplosione gioiosa della vita che il Rinascimento annuncia. 
È un'epoca segnata da numerose lotte politiche e religiose e dal diffondersi della peste nera. L'atteggiamento nei confronti della religione oscillò tra un sentimento di autentico fervore spirituale e un atteggiamento di indifferenza, scetticismo e derisione.
La moralità, nel XIV secolo, conobbe le più alte forme di ascesi e di pietà e le più basse di violenza, crudeltà e dissolutezza.

## Edizioni italiane
- Autunno del Medioevo, traduzione di Bernard Jasink, Collana Biblioteca Storica Sansoni. Nuova Serie vol. II, G.C. Sansoni Editore, Firenze, I ed. 1940-1942-1944; II ed., Collana Classici della Storia Moderna, 1953; III ed., Collana Biblioteca Sansoni, Introduzione di Eugenio Garin, 1966- 1971; IV ed., Biblioteca di Grandi Saggi, Sansoni, 1978; Collana Classici del Pensiero, Sansoni, 1985; Collana Biblioteca Universale n.3, Sansoni, 1991; Collana SuperSaggi, BUR, 1995; Collana La Scala.Saggi, BUR, Milano, 1998 ISBN 978-88-17-11221-5.
- L'Autunno del Medioevo, traduzione di Franco Paris, Introduzione di Ludovico Gatto, Collana Grandi Tascabili Economici n.132, Roma, Newton & Compton, 1992-2011, ISBN 978-88-541-2361-8.
- L'Autunno del Medioevo, trad. e cura di Franco Paris, Collana UEF.I Classici, Milano, Feltrinelli, 2020, ISBN 978-88-079-0355-7.